# Sinpo-dong
Sinpo-dong (koreanska: 신포동) är en stadsdel i staden Incheon i den nordvästra delen av Sydkorea, 33 km väster om huvudstaden Seoul. Den ligger i stadsdistriktet Jung-gu. Sinpo-dong är en del av stadens hamnområde.